# Kurbits

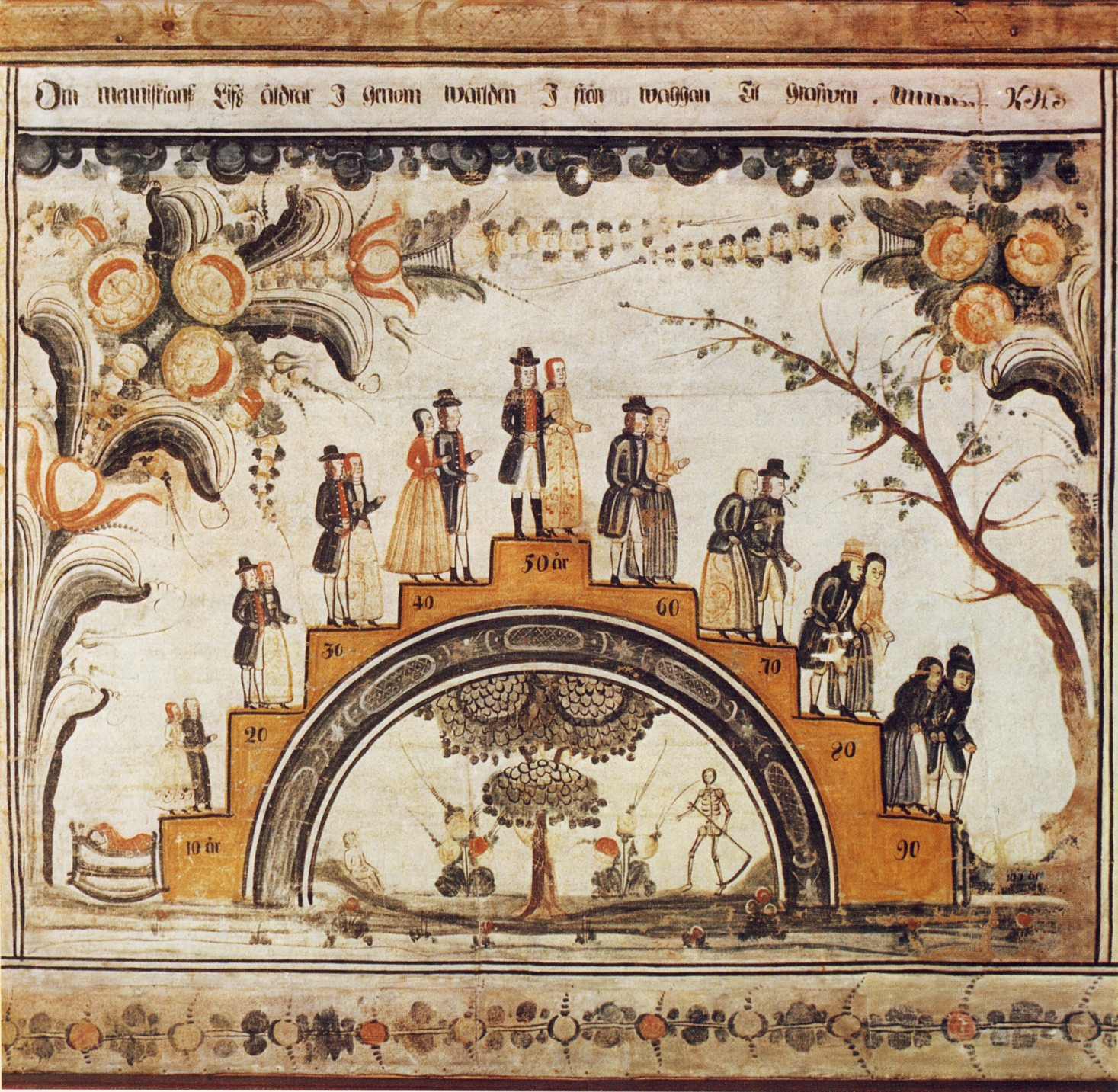
Ålderstrappan, en målning i kurbitsmåleri av Winter Carl Hansson utförd i Danielsgården, 1799.

Kurbits (från latin cucurbita och tyskan Kürbis, pumpa) är en dekorativ målarkonst från Dalarna med en särpräglad dekor av fantasiväxter med stora blom- och bladknippen. Kurbits finns både som självständig dekor och som en utfyllnad i dalmålarnas berättande scener. Äldre tiders kurbits förekommer oftast i samband med religiösa motiv på väggar och möbler. Idag används stilen på hantverksföremål och inom olika typer av formgivning.  

## Etymologi

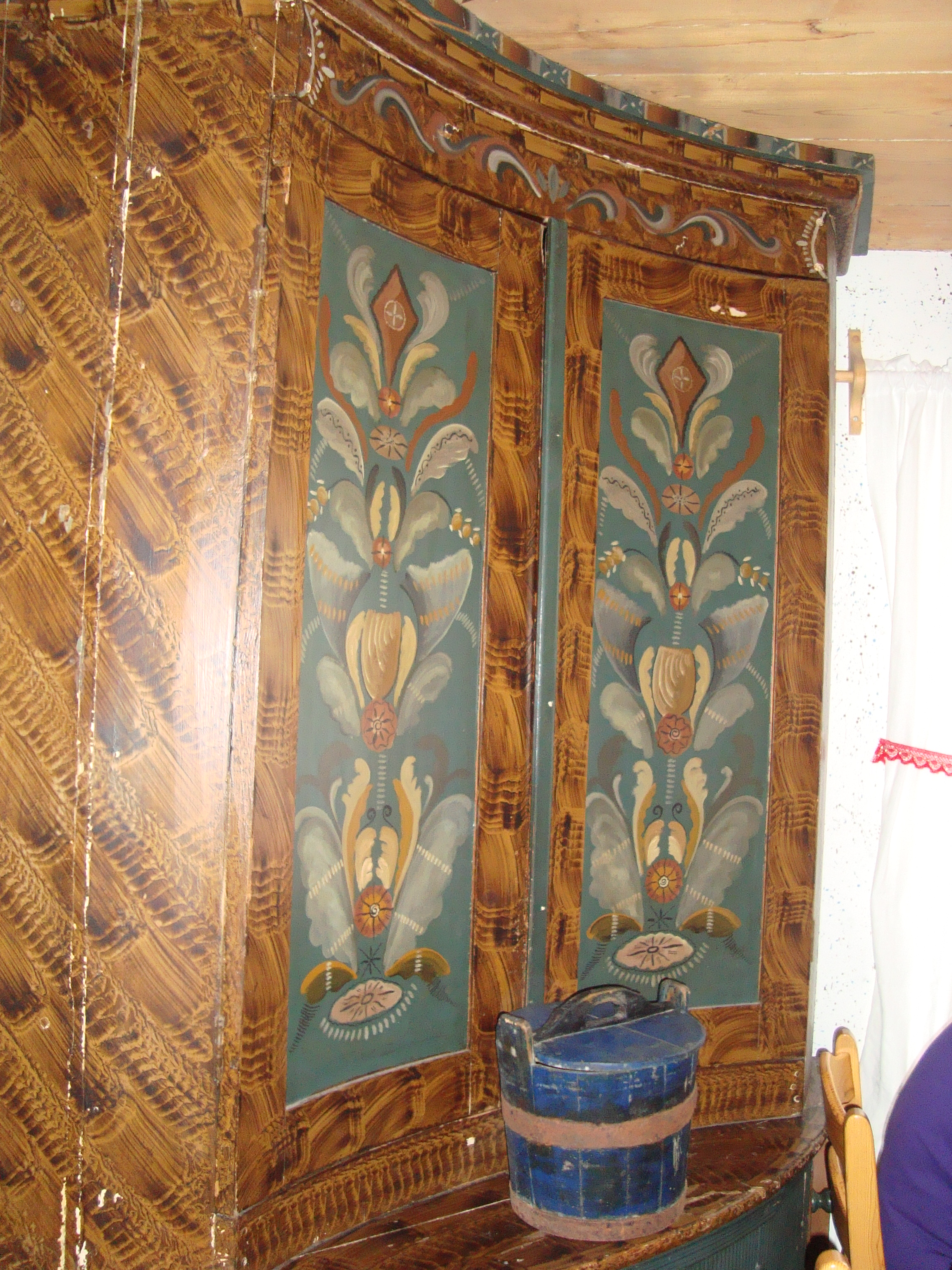
Dekoration i kurbitsstil i författaren Erik Axel Karlfeldts barndomshem. Målningen är rättviksmåleri från ca. 1790 eller någon som kopierat stilen som modifierats vid en ommålning troligen omkring 1900.

Namnet kurbits kommer från latinets cucurbita och tyskans Kürbis, vilket betyder pumpa. I svenskan var kurbits länge namnet för gurkväxter, i synnerhet användes det för just pumpor. I äldre svenska bibelöversättningar avser kurbits översättningen av det hebreiska ordet för vad som idag översätts till ricinbuske. Att stilen kallas kurbits kommer av de pumpliknande dekorationer som ingår i blommönstren samt från anknytningen till bibliska omnämnda växter hos profeten Jona. Namnet kurbits som namn på dekorationerna i dalmåleriet användes för första gången i Ny illustrerad tidning på 1870-talet.
Benämningen kurbits fick sitt genomslag genom diktaren Erik Axel Karlfeldt. Karlfeldt föddes i en bondefamilj i Dalarna och i hans barndomshem Tolvmansgården fanns många målningar och dekorationer i den typiska stilen. En bibelberättelse förtäljer om hur Gud låter en kurbitsväxt växa upp för att ge skugga åt profeten Jona. I diktsamlingen "Fridolins lustgård och Dalmålningar på rim" beskriver Karlfeldt just ett sådant motiv. Även Karlfeldts dikt Kurbitsmålning, från den senare diktsamlingen Hösthorn, handlar om och hyllar just kurbitsmåleriet.

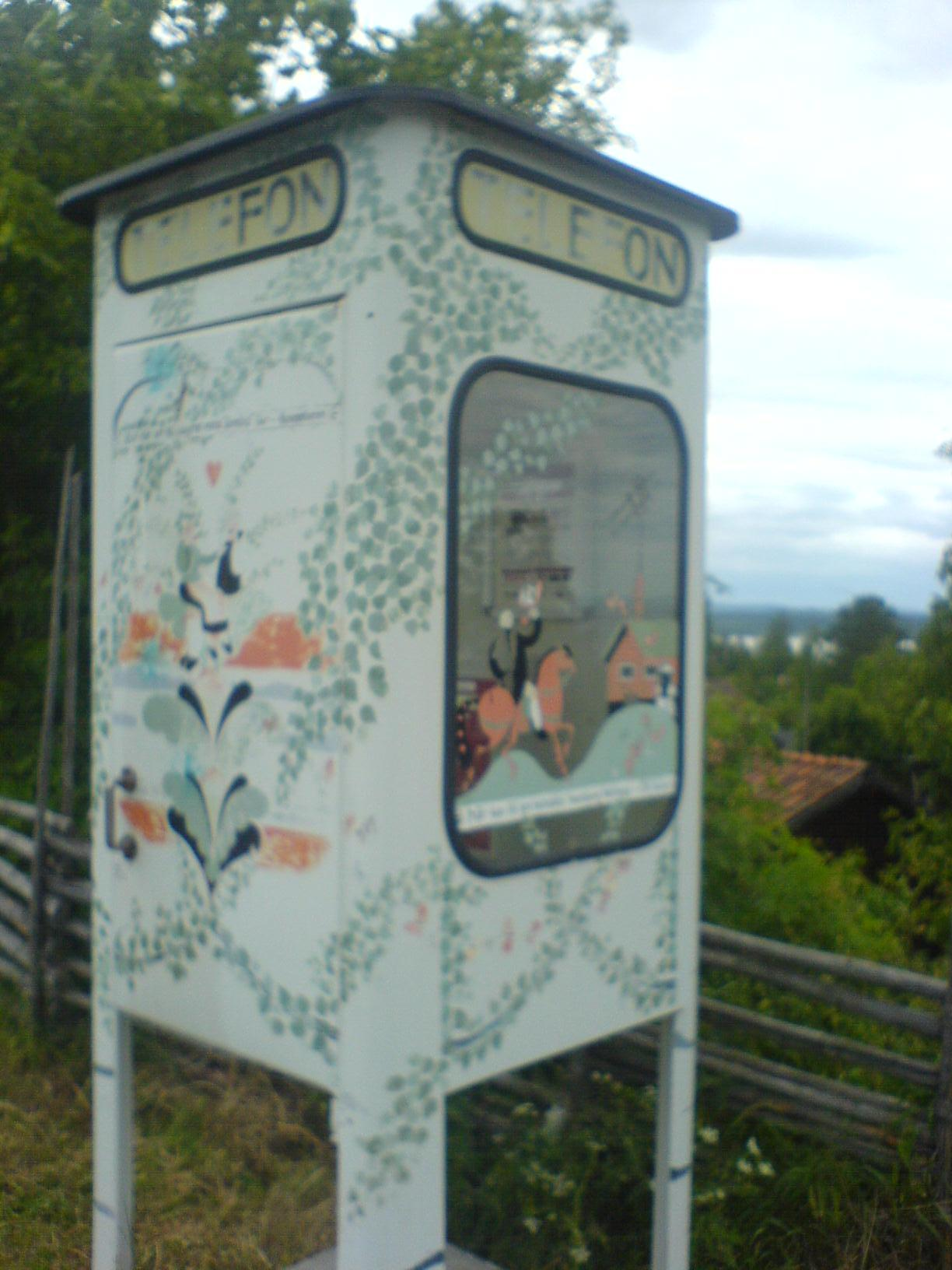
En telefonkiosk i Tällberg utanför Leksand som har dekorerats med kurbitsmönster.

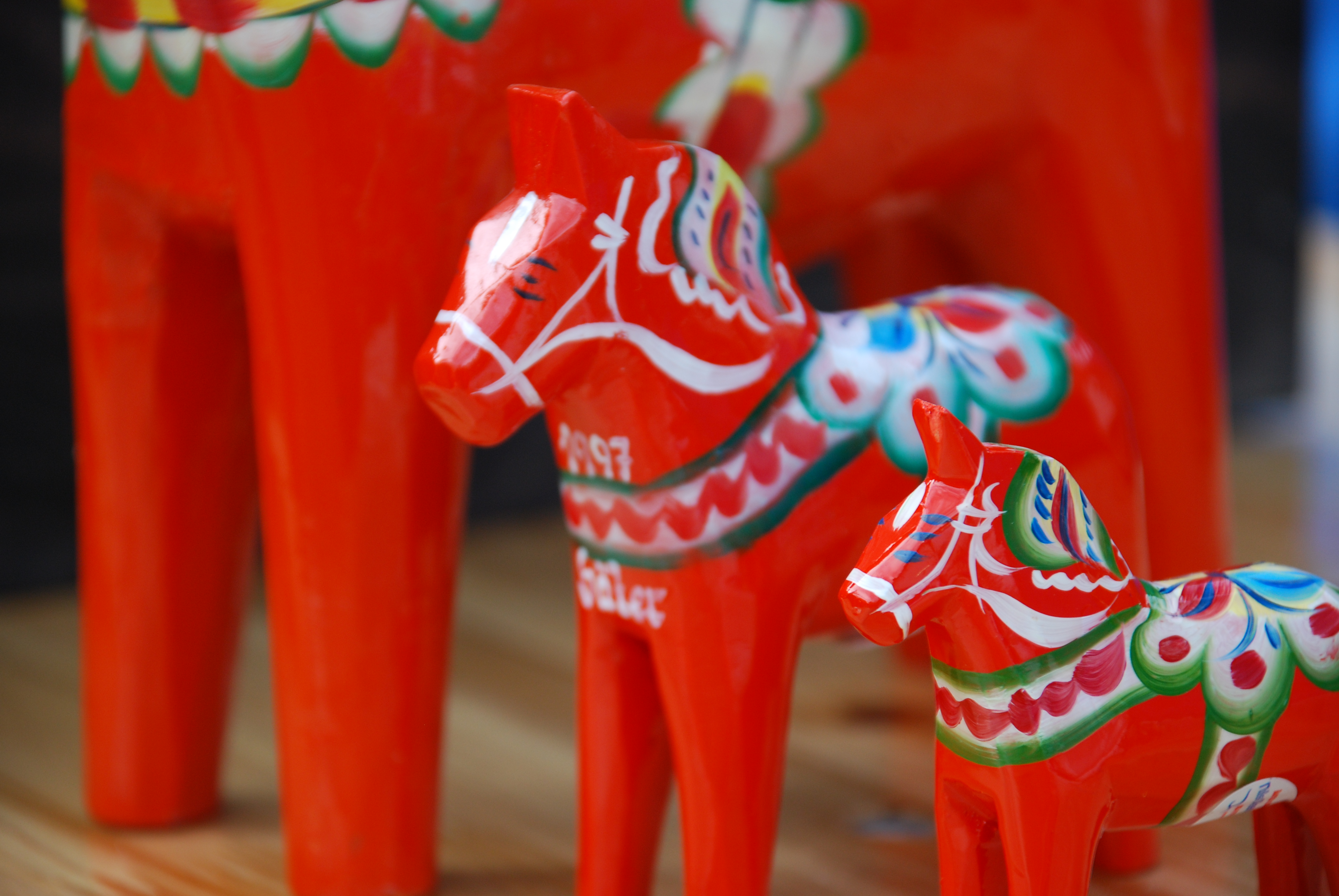
Dalahästar dekoreras med kurbitsmönster.

Även idag utförs kurbitsmålning som dekorativa utsmyckningar på snickerier, på dalahästar och på föremål som kommer från Dalarna. På senare tid har kurbitsdekorationer fått ett uppsving.

## Karakteristik

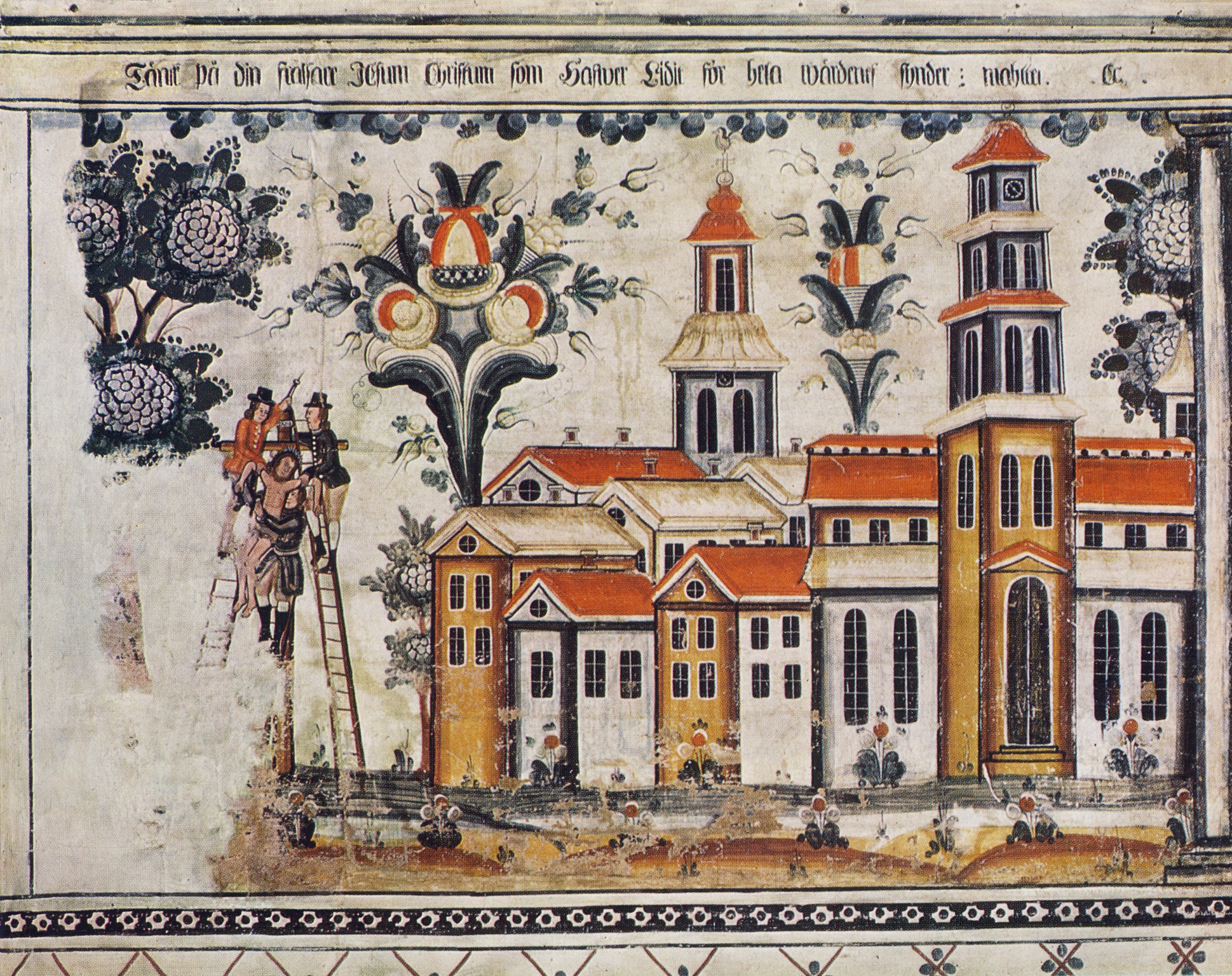
Kurbitsmålningen Kristus är hämtad från korset av Winter Carl Hansson. Danielsgården, 1799.

Kurbitsmåleriet växer fram omkring 1790 med utgångpunkt i ett äldre figuralt måleri, rättviksmåleriet, och avbildar i sin tidigaste form en vas med en blomkvast. Efterhand blir måleriet alltmer expressivt, blomsterkvasten flyter ut och blir alltmer abstrakt, snart försvinner även urnan ur vilken den växer fram. I slutet av 1700-talet börjar dalmålarna som tidigare främst målat möbler även måla tapeter, vars stil ofta influeras av möbelmåleriet. Dalmålarna själva kallade aldrig dekorationen kurbits, de har i stället kallat den för ros och rosmålning, sedan används rosning som synonym för allt blomstermåleri. 
Målarna kom huvudsakligen från Rättvik och Leksand men även från orter som exempel Bjursås. Rättviksmålarna var mer måleriska i sitt uttryckssätt medan Leksandsmålarnas verk anses vara mer strikta och välkomponerade. I Västerdalarna existerade under 1800-talet ett måleri av en helt egen art, som har ett större släktskap med norskt möbelmåleri. I Svärdsjötrakten fanns också under sent 1700-tal en egen måleriskola, som visar släktskap med måleriet längs med Norrlandskusten. Men denna stil försvinner i samband med "kurbits"-måleriets genombrott.
Ofta hämtade de sina motiv ur bibeln och klädde de bibliska figurerna i bygdens egna dräkter. En annan inspirationskälla var enkla bildtryck från Tyskland och Frankrike, med motiv från ålderstrappan (där jordelivet avbildas symboliskt som trappsteg) och ungdomskvarnen. En känd kurbitsmålare var Winter Carl Hansson som utförde ett stort antal kurbitsmotiv kring sekelskiftet 1800 i Danielsgården i Bingsjö, numera bevarad som kulturminne.